# Валерий Новиков
Валерий Новиков е съветски футболен вратар. Голяма част от кариерата си прекарва в ЦСКА (Москва). Майстор на спорта от международна класа. Има 2 мача за националния отбор на СССР.

## Клубна кариера
Започва кариерата си в „Локомотив“ (Москва). За 3 сезона при „железничарите“ изиграва само 14 мача.
През 1978 г. преминава в ЦСКА Москва. Няколко години е резерва на Владимир Астаповски, докато през 1981 г. Олег Базилевич не му доверява място в стартовия състав. По време на кариерата си в ЦСКА е определян като специалист по спасяване на дузпи. Изиграва над 200 срещи във всички турнири за „армейците“. През 1984 г. е един от малцината, останали в тима, след като треньорът Юрий Морозов освобождава почти целия състав. През 1986 г., когато ЦСКА е в Първа лига, Новиков губи титулярното си място от Юрий Шишкин. През сезон 1987 в тима е привлечен Вячеслав Чанов, с когото играят почти еднакво количество мачове. След като през 1988 г. треньорът Сергей Шапошников решава да разчита на Шишкин и Хасанби Биджиев на вратарския пост, Новиков напуска тима.
През 1988 г. играе 1 сезон в тима на съветските войски в Чехословакия, след което слага край на кариерата си.
През 2018 г. в съавторство с Андрей Тепло издава книгата „Шкала Новикова“, съдържаща спомени на футболистите на ЦСКА Москва от 80-те години на XX век.

## Национален отбор
През 1976 г. става европейски шампион за юноши. Дебютира за националния отбор на СССР под ръководството на Никита Симонян на 5 април 1979 г. в мач с Финландия. През 1980 г. става европейски шампион за младежи в тима на СССР. През 1984 г. пази за първия тим в контрола с Мексико. Изиграва и 1 мач за Олимпийския отбор на съюза.

## Успехи

### Клубни
- Съветска Първа лига – 1986

### Национален отбор
- Европейски шампион за юноши – 1976
- Европейски шампион за младежи – 1980

## Външни прераптки
- Профил в сайта на руския национален отбор
- Профил в cska-games.ru